# Михаил Мишустин
Михаил Владимирович Мишустин (рус. Михаил Владимирович Мишустин, Москва, 3. март 1966) руски је политичар и премијер Русије.  Он је активни државни саветник Руске Федерације 1. класе.

## Биографија
Дипломирао је на московском универзитету за машинство, где је завршио и постдипломске студије.
Године 1998. придружио се државној служби као помоћник за информационе системе рачуноводства и контроле пореских плаћања при Федералној пореској служби. Након тога радио је као заменик министра Руске Федерације за порезе и намете, био је на месту шефа Савезне агенције за катастар и некретнине при Министарству економског развоја, шефа Савезне агенције за управљање посебним економским зонама.
Аутор је три књиге о пореској администрацији и 40 научних текстова.
По занимању је економиста и био је на челу Федералне службе за порезе од 2010. године. На функцији премијера Русије се налази од 16. јануара 2020. године, а предложио га је председник Владимир Путин.
Ожењен је Владленом Мишустином, имају тројицу синова.